# AustroPott
AustroPott, auch austroPott, austropott, Austropott oder AUSTROPOTT, ist eine deutsche Theatergruppe in Dortmund.

## Geschichte
AustroPott ist eine Theatergruppe, die im November 2012 in Dortmund von den Schauspielern Richard Saringer, Harald Schwaiger und Michael Kamp mit Spielstätte im Dortmunder U gegründet worden ist. Der Name der Theatergruppe spielt mit Abkürzungen der Begriffe Austria und Ruhrpott. AustroPott wurde als Kollektiv gleichrangiger Mitglieder konstituiert, in dem die jeweils Beteiligten alle Tätigkeiten wie Darstellung, Regie, Dramaturgie, Requisite, Bühnenbild und Kostüme für die Realisierung der Theaterproduktionen in Eigenverantwortung und gleichberechtigter Aufgabenteilung übernehmen.
Die Theatergruppe arbeitete bisher ohne öffentliche Subventionen und realisierte ihre Projekte hauptsächlich mit Sach- und Geldzuwendungen von Sponsoren. Die Produktion Kunst ist auch als Gastspiel in Bochum, Mülheim an der Ruhr, Sprockhövel und am Heinz-Hilpert-Theater in Lünen gezeigt worden. Die Produktion Gut gegen Nordwind wurde beim Dalheimer Sommer 2018 gespielt.

## Produktionen
- 2013 „Kunst“ von Yasmina Reza, mit Harald Schwaiger, Michael Kamp[3] und Richard Saringer.[1][5]
- 2014 Indien von Alfred Dorfer & Josef Hader, mit Harald Schwaiger, Michael Kamp und Richard Saringer.[4]
- 2014 Der Kontrabaß von Patrick Süskind, mit Michael Kamp.[6]
- 2015 Die Wunderübung von Daniel Glattauer, mit Harald Schwaiger, Richard Saringer und Katja Heinrich.[7]
- 2017 Gut gegen Nordwind von Daniel Glattauer, mit Harald Schwaiger und Katja Heinrich.[8]
- 2018 Alle sieben Wellen von Daniel Glattauer, mit Harald Schwaiger und Katja Heinrich.[9][10]
- geplant für Herbst 2019 Der Gott des Gemetzels von Yasmina Reza, mit Monika Bujinski, Katja Heinrich, Harald Schwaiger und Michael Kamp.[11]